# Jüdischer Friedhof (Brühl)

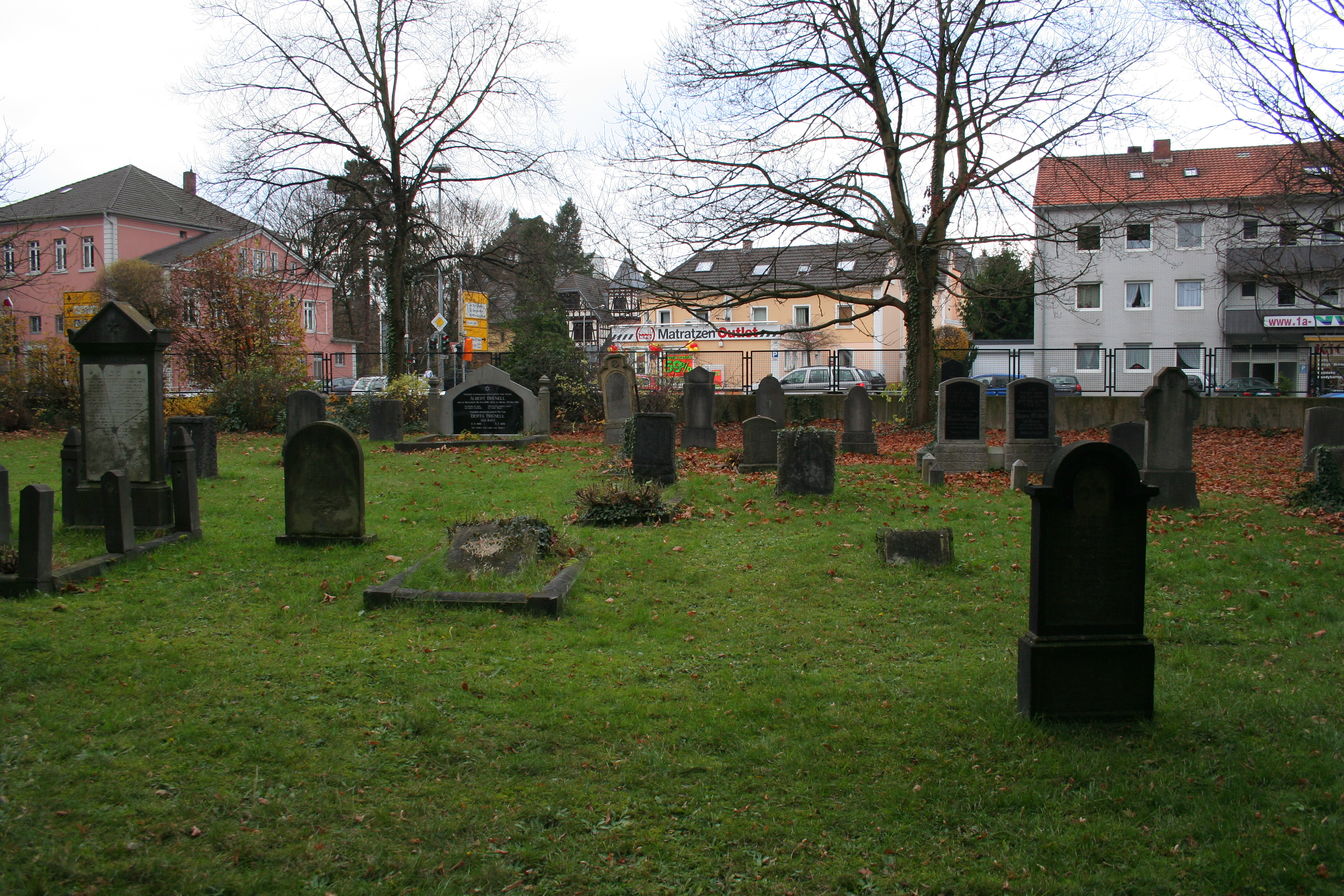
Ansicht des Friedhofs

Der Jüdische Friedhof Brühl befindet sich in der Stadt Brühl im Rhein-Erft-Kreis in Nordrhein-Westfalen.
Erstmals erwähnt wurde der Friedhof 1371, es ist aber anzunehmen, dass er noch wesentlich älter ist. Die Existenz einer jüdischen Gemeinde ist bereits für die Zeit der Stadtwerdung Brühls im Jahr 1285 nachgewiesen. Belegt wurde der Friedhof bis 1939. Heute sind noch 94 Grabsteine (Mazewot) auf dem 4.170 m² großen Gelände vorhanden. Der älteste Grabstein datiert von 1746.
Die Synagogengemeinde Brühl wurde 1875 nach der Reichsgründung neu begründet. Sie bestand anfangs aus den Spezialgemeinden Brühl und Hürth. 1879 lebten in der Stadt Brühl 146 Einwohner jüdischen Glaubens.
Der Friedhof ist einer der ältesten und flächenmäßig größten im Regierungsbezirk Köln.
Die Kreuzung neben dem Friedhof wurde „stellvertretend für alle verfolgten und ermordeten jüdischen Mitbürger Brühls“ in Leopold-Bähr-Platz umbenannt.